# Untamo Kulmala
Untamo Kulmala (ur. 11 marca 1905 w Turku, zm. 13 grudnia 1987 tamże) – fiński piłkarz występujący na pozycji pomocnika, reprezentant Finlandii w latach 1925–1927.

## Kariera klubowa
W trakcie gry w reprezentacji Finlandii (1925–1927) występował w klubie Turun Palloseura.

## Kariera reprezentacyjna
9 sierpnia 1925 zadebiutował w reprezentacji Finlandii w wygranym 3:1 meczu towarzyskim przeciwko Łotwie w Helsinkach. 30 sierpnia tego samego roku w spotkaniu z Polską (2:2) zdobył pierwszą bramkę w drużynie narodowej. Ogółem w latach 1925–1927 zaliczył w reprezentacji 4 występy w których strzelił 2 gole.

### Bramki w reprezentacji
| LP | Data             | Miejsce                      | Przeciwnik | Bramka | Rezultat | Ranga meczu     |
| -- | ---------------- | ---------------------------- | ---------- | ------ | -------- | --------------- |
| 1. | 30 sierpnia 1925 | Töölön pallokenttä, Helsinki | Polska     | 2:2    | 2:2      | Mecz towarzyski |
| 2. | 10 sierpnia 1927 | Kadrioru staadion, Tallinn   | Estonia    | 1:1    | 1:2      | Mecz towarzyski |

## Życie prywatne
Urodził się w 1905 roku jako syn Fransa Augusta (1874–1940) i Aleksandry Josefiny Kulmala (1877–1962). Zmarł w 1987 roku wieku 82 lat. Spoczywa w rodzinnej mogile na Cmentarzu Komunalnym w Turku.